# Košariská
Košariská (Hongaars:Kosaras) is een Slowaakse gemeente in de regio Trenčín, en maakt deel uit van het district Myjava.

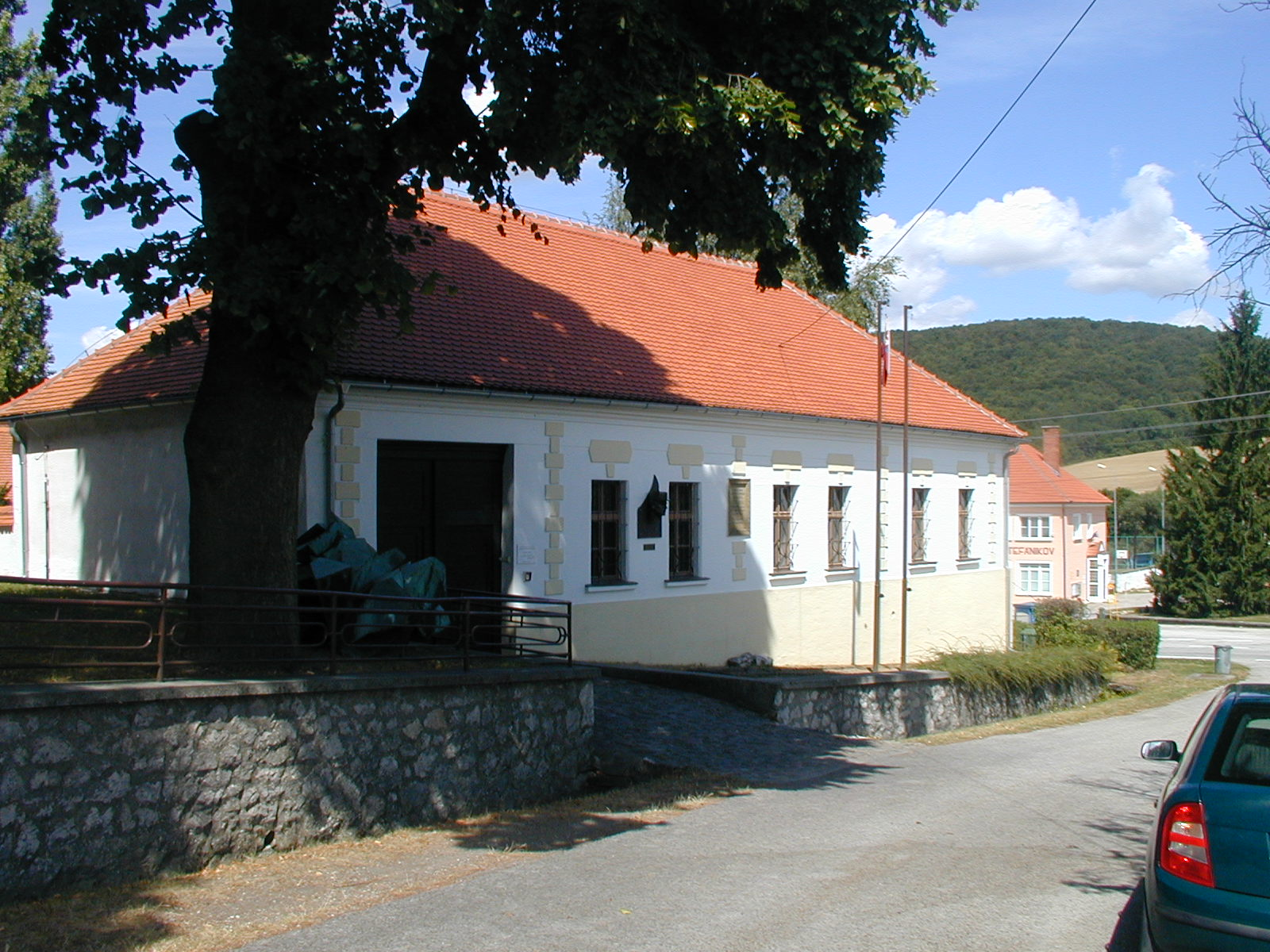
Košariská

Košariská telt 403 inwoners.